# Hypanthidium tuberigaster
Hypanthidium tuberigaster là một loài Hymenoptera trong họ Megachilidae. Loài này được Urban mô tả khoa học năm 1994.